# Rileyryggen
Rileyryggen är en bergstopp i Antarktis. Den ligger i Östantarktis. Norge gör anspråk på området. Toppen på Rileyryggen är 1 476 meter över havet.
Terrängen runt Rileyryggen är kuperad åt nordväst, men åt sydost är den platt. Trakten är obefolkad. Det finns inga samhällen i närheten.